# Världsmästerskapet i volleyboll för klubblag 2017 (damer)
Världsmästerskapet i volleyboll för klubblag 2017 spelades 9 till 14 maj 2017 i Kobe, Japan. Det var den elfte upplagan av turneringen, som organiseras av FIVB, och åtta lag deltog. Vakıfbank SK vann turneringen för andra gången genom att besegra Rio de Janeiro Vôlei Clube i finalen. Zhu Ting utsågs till mest värdefulla spelare.

## Regelverk

### Upplägg
Tävlingen skedde i tre faser, en gruppspelsfas följd av en slutspelsfas i cupformat.
- Gruppspelet skedde med två grupper om fyra lag. Alla lag mötte alla lag i sin grupp.
- De två första i varje grupp gick vidare till slutspel med semifinal, match om tredjepris och final. Alla möten bestämdes direkt genom en match.
- De två sista i varje grupp gick till ett motsvarande slutspel om matcherna 5-8.

### Metod för att bestämma tabellplacering
Om slutresultatet blev 3-0 eller 3-1 tilldelades 3 poäng till det vinnande laget och 0 till det förlorande laget, om slutresultatet blev 3-2 tilldelades 2 poäng till det vinnande laget och 1 till det förlorande laget. 
Rankningsordningen i serien definierades utifrån:
- Antal vunna matcher
- Poäng
- Kvot vunna / förlorade set
- Kvot vunna / förlorade poäng.
- Inbördes möten

## Deltagande lag
| Lag                        | Turnering                            | Deltog senast                                     |
| -------------------------- | ------------------------------------ | ------------------------------------------------- |
| Osasco Voleibol Clube      | 1:a sydamerikanska mästerskapet 2017 | Världsmästerskapet i volleyboll för klubblag 2016 |
| Rio de Janeiro Vôlei Clube | Wild card                            | Världsmästerskapet i volleyboll för klubblag 2016 |
| Hisamitsu Springs          | Värdlag                              | Världsmästerskapet i volleyboll för klubblag 2016 |
| NEC Red Rockets            | 1:a asiatiska mästerskapet 2016      | Världsmästerskapet i volleyboll för klubblag 2016 |
| ZHVK Dinamo Moskva         | Wild card                            | Världsmästerskapet i volleyboll för klubblag 2016 |
| Voléro Zürich              | Wild card                            | Världsmästerskapet i volleyboll för klubblag 2016 |
| Eczacıbaşı SK              | Wild card                            | Världsmästerskapet i volleyboll för klubblag 2016 |
| Vakıfbank SK               | 1:ala CEV Champions League 2016-17   | Världsmästerskapet i volleyboll för klubblag 2016 |

## Turneringen[2]

### Gruppspelsfasen
| Grupp A                    | Grupp B               |
| -------------------------- | --------------------- |
| Rio de Janeiro Vôlei Clube | Osasco Voleibol Clube |
| Hisamitsu Springs          | NEC Red Rockets       |
| ZHVK Dinamo Moskva         | Voléro Zürich         |
| Vakıfbank SK               | Eczacıbaşı SK         |

#### Grupp A

##### Resultat
| 9 maj 2017 Kōbe Green Arena, Kōbe Speltid: 1:27 - Åskådare: 400    | ZHVK Dinamo Moskva         | 0 - 3 | Vakıfbank SK               | 22-25, 19-25, 18-25        |
| 9 maj 2017 Kōbe Green Arena, Kōbe Speltid: 1:42 - Åskådare: 1 100  | Hisamitsu Springs          | 1 - 3 | Rio de Janeiro Vôlei Clube | 16-25, 25-22, 16-25, 21-25 |
| 10 maj 2017 Kōbe Green Arena, Kōbe Speltid: 1:40 - Åskådare: 600   | Rio de Janeiro Vôlei Clube | 1 - 3 | Vakıfbank SK               | 17-25, 15-25, 25-20, 15-25 |
| 10 maj 2017 Kōbe Green Arena, Kōbe Speltid: 1:17 - Åskådare: 800   | Hisamitsu Springs          | 0 - 3 | ZHVK Dinamo Moskva         | 9-25, 19-25, 20-25         |
| 12 maj 2017 Kōbe Green Arena, Kōbe Speltid: 2:05 - Åskådare: 400   | ZHVK Dinamo Moskva         | 1 - 3 | Rio de Janeiro Vôlei Clube | 25-23, 23-25, 23-25        |
| 12 maj 2017 Kōbe Green Arena, Kōbe Speltid: 1:19 - Åskådare: 3 000 | Vakıfbank SK               | 3 - 0 | Hisamitsu Springs          | 25-17, 25-21, 25-22        |

##### Sluttabell
| Pos. | Lag                        | Pt | M | V | F | SV | SF | Kvot  | PV  | PF  | Kvot  |
| ---- | -------------------------- | -- | - | - | - | -- | -- | ----- | --- | --- | ----- |
| 1    | Vakıfbank SK               | 9  | 3 | 3 | 0 | 9  | 1  | 9.000 | 245 | 191 | 1.282 |
| 2    | Rio de Janeiro Vôlei Clube | 6  | 3 | 2 | 1 | 7  | 5  | 1.400 | 265 | 267 | 0.992 |
| 3    | ZHVK Dinamo Moskva         | 3  | 3 | 1 | 2 | 4  | 6  | 0.666 | 228 | 221 | 1.031 |
| 4    | Hisamitsu Springs          | 0  | 3 | 0 | 3 | 1  | 9  | 0.111 | 186 | 245 | 0.759 |

#### Grupp B

##### Resultat
| 9 maj 2017 Kōbe Green Arena, Kōbe Speltid: 1:33 - Åskådare: 500  | Voléro Zürich         | 3 - 0 | Eczacıbaşı SK         | 25-22, 25-20, 26-24        |
| 9 maj 2017 Kōbe Green Arena, Kōbe Speltid: 1:20 - Åskådare: 450  | NEC Red Rockets       | 0 - 3 | Osasco Voleibol Clube | 11-25, 17-25, 19-25        |
| 10 maj 2017 Kōbe Green Arena, Kōbe Speltid: 1:42 - Åskådare: 400 | Osasco Voleibol Clube | 1 - 3 | Eczacıbaşı SK         | 21-25, 25-20, 16-25, 13-25 |
| 10 maj 2017 Kōbe Green Arena, Kōbe Speltid: 1:26 - Åskådare: 600 | NEC Red Rockets       | 0 - 3 | Voléro Zürich         | 23-25, 17-25, 24-26        |
| 12 maj 2017 Kōbe Green Arena, Kōbe Speltid: 1:31 - Åskådare: 500 | Voléro Zürich         | 3 - 0 | Osasco Voleibol Clube | 27-25, 25-22, 25-18        |
| 12 maj 2017 Kōbe Green Arena, Kōbe Speltid: 1:26 - Åskådare: 600 | Eczacıbaşı SK         | 3 - 0 | NEC Red Rockets       | 25-22, 25-22, 25-16        |

##### Sluttabell
| Pos. | Lag                   | Pt | M | V | F | SV | SF | Kvot  | PV  | PF  | Kvot  |
| ---- | --------------------- | -- | - | - | - | -- | -- | ----- | --- | --- | ----- |
| 1    | Voléro Zürich         | 9  | 3 | 3 | 0 | 9  | 0  | MAX   | 229 | 195 | 1.174 |
| 2    | Eczacıbaşı SK         | 6  | 3 | 2 | 1 | 6  | 4  | 1.500 | 236 | 211 | 1.118 |
| 3    | Osasco Voleibol Clube | 3  | 3 | 1 | 2 | 4  | 6  | 0.666 | 215 | 219 | 0.981 |
| 4    | NEC Red Rockets       | 0  | 3 | 0 | 3 | 0  | 9  | 0.000 | 171 | 226 | 0.756 |

### Slutspelsfasen

#### Spel om plats 1-4
|  | Semifinaler                | Semifinaler |                            |              | Final               | Final               |  |
|  |                            |             |                            |              |                     |                     |  |
|  | Vakıfbank SK               | 3           |                            |              |                     |                     |  |
|  | Vakıfbank SK               | 3           |                            |              |                     |                     |  |
|  | Eczacıbaşı SK              | 1           |                            |              |                     |                     |  |
|  | Eczacıbaşı SK              | 1           |                            | Vakıfbank SK | 3                   |                     |  |
|  |                            |             |                            | Vakıfbank SK | 3                   |                     |  |
|  |                            |             | Rio de Janeiro Vôlei Clube | 0            |                     |                     |  |
|  | Voléro Zürich              | 1           | Rio de Janeiro Vôlei Clube | 0            |                     |                     |  |
|  | Voléro Zürich              | 1           |                            |              |                     |                     |  |
|  | Rio de Janeiro Vôlei Clube | 3           |                            |              | Match om tredjepris | Match om tredjepris |  |
|  | Rio de Janeiro Vôlei Clube | 3           |                            |              |                     |                     |  |
|  |                            |             |                            |              |                     |                     |  |
|  |                            |             |                            |              | Eczacıbaşı SK       | 2                   |  |
|  |                            |             |                            |              | Eczacıbaşı SK       | 2                   |  |
|  |                            |             |                            |              | Voléro Zürich       | 3                   |  |

##### Semifinaler
| 13 maj 2017 Kōbe Green Arena, Kōbe Speltid: 1:54 - Åskådare: 700 | Vakıfbank SK  | 3 - 1 | Eczacıbaşı SK              | 25-20, 25-23, 23-25, 25-22 |
| 13 maj 2017 Kōbe Green Arena, Kōbe Speltid: 1:49 - Åskådare: 650 | Voléro Zürich | 3 - 1 | Rio de Janeiro Vôlei Clube | 13-25, 16-25, 25-21, 24-26 |

##### Match om tredjepris
| 14 maj 2017 Kōbe Green Arena, Kōbe Speltid: 2:13 - Åskådare: 1 800 | Eczacıbaşı SK | 2 - 3 | Voléro Zürich | 22-25, 15-25, 25-22, 25-23, 12-15 |

##### Final
| 14 maj 2017 Kōbe Green Arena, Kōbe Speltid: 1:25 - Åskådare: 1 000 | Vakıfbank SK | 3 - 0 | Rio de Janeiro Vôlei Clube | 25-19, 25-21, 25-21 |

#### Spel om plats 5-8
|  | Matcher om plats 5-8  | Matcher om plats 5-8 |                       |                    | Match om femteplatsen | Match om femteplatsen |  |
|  |                       |                      |                       |                    |                       |                       |  |
|  | ZHVK Dinamo Moskva    | 3                    |                       |                    |                       |                       |  |
|  | ZHVK Dinamo Moskva    | 3                    |                       |                    |                       |                       |  |
|  | NEC Red Rockets       | 1                    |                       |                    |                       |                       |  |
|  | NEC Red Rockets       | 1                    |                       | ZHVK Dinamo Moskva | 3                     |                       |  |
|  |                       |                      |                       | ZHVK Dinamo Moskva | 3                     |                       |  |
|  |                       |                      | Osasco Voleibol Clube | 1                  |                       |                       |  |
|  | Osasco Voleibol Clube | 3                    | Osasco Voleibol Clube | 1                  |                       |                       |  |
|  | Osasco Voleibol Clube | 3                    |                       |                    |                       |                       |  |
|  | Hisamitsu Springs     | 0                    |                       |                    | Match om tredjepris   | Match om tredjepris   |  |
|  | Hisamitsu Springs     | 0                    |                       |                    |                       |                       |  |
|  |                       |                      |                       |                    |                       |                       |  |
|  |                       |                      |                       |                    | NEC Red Rockets       | 3                     |  |
|  |                       |                      |                       |                    | NEC Red Rockets       | 3                     |  |
|  |                       |                      |                       |                    | Hisamitsu Springs     | 0                     |  |

##### Semifinaler
|                                                                    |                       | width=220\| |                   |                            |
| ------------------------------------------------------------------ | --------------------- | ----------- | ----------------- | -------------------------- |
| 13 maj 2017 Kōbe Green Arena, Kōbe Speltid: 1:49 - Åskådare: 750   | ZHVK Dinamo Moskva    | 3 - 1       | NEC Red Rockets   | 25-15, 22-25, 25-15, 25-18 |
| 13 maj 2017 Kōbe Green Arena, Kōbe Speltid: 1:25 - Åskådare: 1 500 | Osasco Voleibol Clube | 3 - 0       | Hisamitsu Springs | 25-20, 25-21, 25-21        |

##### Match om sjundeplats
| 14 maj 2017 Kōbe Green Arena, Kōbe Speltid: 1:23 - Åskådare: 2 400 | NEC Red Rockets | 3 - 0 | Hisamitsu Springs | 25-16, 25-23, 25-22 |

##### Match om femteplats
| 14 maj 2017 Kōbe Green Arena, Kōbe Speltid: 1:59 - Åskådare: 600 | ZHVK Dinamo Moskva | 3 - 1 | Osasco Voleibol Clube | 22-25, 25-19, 27-25, 25-18 |

## Slutplaceringar
| Pos | Lag                        |
| --- | -------------------------- |
|     | Vakıfbank SK               |
|     | Rio de Janeiro Vôlei Clube |
|     | Voléro Zürich              |
| 4   | Eczacıbaşı SK              |
| 5   | ZHVK Dinamo Moskva         |
| 6   | Osasco Voleibol Clube      |
| 7   | NEC Red Rockets            |
| 8   | Hisamitsu Springs          |

## Individuella utmärkelser
| Utmärkelse              | Namn               | Lag                        |
| ----------------------- | ------------------ | -------------------------- |
| Mest värdefulla spelare | Zhu Ting           | Vakıfbank SK               |
| Bästa passare           | Kaname Yamaguchi   | NEC Red Rockets            |
| Bästa högerspiker       | Tijana Bošković    | Eczacıbaşı SK              |
| Bästa vänsterspiker     | Zhu Ting           | Vakıfbank SK               |
| Bästa vänsterspiker     | Gabriela Guimarães | Rio de Janeiro Vôlei Clube |
| Bästa center            | Maja Poljak        | ZHVK Dinamo Moskva         |
| Bästa center            | Kübra Akman        | Vakıfbank SK               |
| Bästa libero            | Silvija Popović    | Voléro Zürich              |